# Une famille (nouvelle)
Une famille est une nouvelle de Guy de Maupassant, parue en 1886.

## Historique
Une famille est initialement publiée dans la revue Gil Blas du 3 août 1886, puis dans le recueil Le Horla en 1887.

## Résumé
Après quinze ans de séparation, le narrateur raconte les retrouvailles avec son vieil ami Simon Radevin. Ils étaient jadis les meilleurs amis du monde, ayant vécu ensemble des moments fort et partagés des pensées profondes, jusqu'au jour où Simon décide d'épouser une femme de province.
Le narrateur s'interroge sur la transformation possible de Simon. Lorsqu'ils se retrouvent à la gare, le narrateur peine à reconnaître Simon, qui a considérablement grossi et semble avoir perdu la vivacité dans son regard.

« S'il est vrai que le regard est le reflet de la pensée, la pensée de cette tête-là n'est plus celle d'autrefois, celle que je connaissais si bien.
L'œil brillait pourtant, plein de joie et d'amitié; mais il n'avait plus cette clarté intelligente qui exprime, autant que la parole, la valeur d'un esprit. »

Ils se rendent chez Simon, qui vit maintenant avec sa femme et cinq enfants. Le narrateur observe le changement dans la vie de Simon : sa femme est devenue une mère banale et la maison, située dans une ville endormie, contraste fortement avec la vie qu'ils avaient autrefois partagée.
Au dîner, le narrateur assiste à un spectacle grotesque : le grand-père paralysé de Simon se précipite sur la nourriture avec une avidité désespérée, sous le regard amusé de la famille. Bouleversé par la scène, le narrateur remet en question les motivations de la famille pour maintenir ce vieil homme en vie.

## Éditions
- 1886 - Une famille, dans Gil Blas
- 1887 - Une famille, dans Le Horla recueil paru chez l'éditeur Paul Ollendorff.
- 1979 - Une famille, dans Maupassant, Contes et Nouvelles, tome II, texte établi et annoté par Louis Forestier, éditions Gallimard, Bibliothèque de la Pléiade.

## Lire
Lien vers la version de  Une famille dans le recueil Le Horla 